# أندرسون (كاليفورنيا)
أنديرسون (بالإنجليزية: Anderson)‏ هي إحدى مدن مقاطعة شاستا، كاليفورنيا. تم إعطاءها لقب مدينة في 16 يناير، 1956.

## التركيبة السكانية
حدّد مكتب تعداد الولايات المتحدة بيانات التركيبة السكانية لأندرسون في تعداد الولايات المتحدة. في ما يلي، التركيبة السكانية حسب تعدادي 2000 و2010.

### تعداد عام 2000
بلغ عدد سكان أندرسون 9,022 نسمة بحسب تعداد عام 2000، وبلغ عدد الأسر 3,372 أسرة وعدد العائلات 2,320 عائلة مقيمة في المدينة. في حين سجلت الكثافة السكانية 483 نسمة لكل كيلومتر مربع (1,251.0/ميل2). وبلغ عدد الوحدات السكنية 3,579 وحدة بمتوسط كثافة قدره 191.6 لكل كيلومتر مربع (496.2/ميل2).
وتوزع التركيب العرقي للمدينة بنسبة 86.51% من البيض و0.62% من الأمريكيين الأفارقة و4.13% من الأمريكيين الأصليين و1.77% من الأمريكيين ذوي الأصول الآسيوية و0.12% من سكان جزر المحيط الهادئ و2.33% من الأعراق الأخرى و4.51% من عرقين مختلطين أو أكثر و7.30% من الهسبانيون أو اللاتينيون من أي عرق.
بلغ عدد الأسر 3,372 أسرة كانت نسبة 43.5% منها لديها أطفال تحت سن الثامنة عشر تعيش معهم، وبلغت نسبة الأزواج القاطنين مع بعضهم البعض 42.6% من أصل المجموع الكلي للأسر، ونسبة 20.2% من الأسر كان لديها معيلات من الإناث دون وجود شريك،  بينما كانت نسبة 6% من الأسر لديها معيلون من الذكور دون وجود شريكة وكانت نسبة 31.2% من غير العائلات. تألفت نسبة 26.5% من أصل جميع الأسر من عدة أفراد يعيشون في نفس المنزل ونسبة 12% كانت تتألف من شخص يعيش بمفرده يبلغ من العمر 65 عاماً أو أكثر. وبلغ متوسط حجم الأسرة المعيشية 2.64، أما متوسط حجم العائلات فبلغ 3.14.
بلغ العمر الوسطي للسكان 32.2 عاماً. وكانت نسبة 31.6% من القاطنين تحت سن الثامنة عشر، وكانت نسبة 9.2% بين الثامنة عشر والرابعة والعشرين عاماً، ونسبة 27.1% كانت واقعةً في الفئة العمرية ما بين الخامسة والعشرين والرابعة والأربعين عاماً، ونسبة 18.2% كانت ما بين الخامسة والأربعين والرابعة والستين، ونسبة 12.6% كانت ضمن فئة الخامسة والستين عاماً فما فوق. يوجد لكل 100 أنثى 88.6 ذكر، ويوجد لكل 100 أنثى في الثامنة عشر من عمرها فما فوق 81.1 ذكر.
بلغ متوسط دخل الأسرة في المدينة 24,558 دولارًا، أما متوسط دخل العائلة فبلغ 29,259 دولارًا. وكان متوسط دخل الذكور 28,074 دولارًا مقابل 20,745 دولارًا للإناث. وسجل دخل الفرد الخاص بالمدينة 11,744 دولارًا. وكانت نسبة 22.2% من العائلات ونسبة 28.3% من السكان تحت خط الفقر، وكان من هؤلاء نسبة 43.4% تحت سن الثامنة عشر ونسبة 9.5% في الخامسة والستين من العمر وما فوق.

### تعداد عام 2010
بلغ عدد سكان أندرسون 9,932 نسمة بحسب تعداد عام 2010، وبلغ عدد الأسر 3,944 أسرة وعدد العائلات 2,528 عائلة مقيمة في المدينة. في حين سجلت الكثافة السكانية 531.7 نسمة لكل كيلومتر مربع (1,377.1/ميل2). وبلغ عدد الوحدات السكنية 4,211 وحدة بمتوسط كثافة قدره 225.4 لكل كيلومتر مربع (583.8/ميل2).
وتوزع التركيب العرقي للمدينة بنسبة 83.30% من البيض و0.70% من الأمريكيين الأفارقة و4.29% من الأمريكيين الأصليين و2.58% من الأمريكيين ذوي الأصول الآسيوية و0.17% من سكان جزر المحيط الهادئ و3.55% من الأعراق الأخرى و5.41% من عرقين مختلطين أو أكثر و10.77% من الهسبانيون أو اللاتينيون من أي عرق.
بلغ عدد الأسر 3,944 أسرة كانت نسبة 36.8% منها لديها أطفال تحت سن الثامنة عشر تعيش معهم، وبلغت نسبة الأزواج القاطنين مع بعضهم البعض 38.1% من أصل المجموع الكلي للأسر، ونسبة 19.5% من الأسر كان لديها معيلات من الإناث دون وجود شريك،  بينما كانت نسبة 6.4% من الأسر لديها معيلون من الذكور دون وجود شريكة وكانت نسبة 35.9% من غير العائلات. تألفت نسبة 29.5% من أصل جميع الأسر من عدة أفراد يعيشون في نفس المنزل ونسبة 12.4% كانت تتألف من شخص يعيش بمفرده يبلغ من العمر 65 عاماً أو أكثر. وبلغ متوسط حجم الأسرة المعيشية 2.52، أما متوسط حجم العائلات فبلغ 3.07.
بلغ العمر الوسطي للسكان 34.1 عاماً. وكانت نسبة 27.6% من القاطنين تحت سن الثامنة عشر، وكانت نسبة 9.4% بين الثامنة عشر والرابعة والعشرين عاماً، ونسبة 25.8% كانت واقعةً في الفئة العمرية ما بين الخامسة والعشرين والرابعة والأربعين عاماً، ونسبة 24.4% كانت ما بين الخامسة والأربعين والرابعة والستين، ونسبة 12.8% كانت ضمن فئة الخامسة والستين عاماً فما فوق. وتوزع التركيب الجنسي للسكان بنسبة 46.7% ذكور و53.3% إناث.